# Adoretus nanshanchianus
Adoretus nanshanchianus är en skalbaggsart som beskrevs av Kobayashi 1982. Adoretus nanshanchianus ingår i släktet Adoretus och familjen Rutelidae. Inga underarter finns listade i Catalogue of Life.